# Funny Games U.S.
Pour les articles homonymes, voir Funny Games.
Pour plus de détails, voir Fiche technique et Distribution.
Funny Games U.S. ou Drôles de jeux au Québec est un thriller américain réalisé par Michael Haneke, sorti en 2007. Le film est un remake quasiment plan pour plan du film Funny Games autrichien réalisé par Michael Haneke en 1997. Il a été tourné à partir de septembre 2006, en langue anglaise, alors que le premier Funny Games était en allemand. Le tournage s'est déroulé à Long Island et New York.
Alors qu'Ann, Georges et leur fils viennent d'arriver dans leur maison de campagne, deux charmants jeunes hommes leur rendent une visite inattendue : ils sont polis, souriants et habillés chic. Ann n'a pas de raison particulière de se méfier de ces jeunes gens qu'elle croit être des invités de leurs voisins, elle les reçoit donc aimablement. Mais la situation se dégrade assez vite et la petite famille réalise bientôt qu'elle a affaire à deux dangereux psychopathes violents, pervers et prêts à tout. D'ailleurs ceux-ci leur proposent de participer à un jeu dont les règles sont simples : « Vous pariez que vous serez toujours vivants demain à neuf heures ? Nous parions que vous serez morts. OK ? ».

## Résumé
Les époux Farber, George et Ann, leur fils Georgie et leur chien arrivent dans leur maison de campagne. Leurs voisins, Fred et sa femme, sont vus avec deux jeunes hommes, Peter et Paul, qui semblent être ses amis ou des proches. Les Farber trouvent que le mari se comporte étrangement. Fred et Paul leur rendent visite et les aident à mettre leur bateau dans le lac. Lucky, le chien, aboie en voyant Paul mais George ne semble pas s'en apercevoir. Alors que Paul et Fred partent, Georgie questionne son père à propos du comportement louche de leur voisin.
De son côté, Ann prépare à manger dans leur cuisine. Peter vient pour lui demander si elle pourrait lui donner des œufs tout en lui expliquant que Fred en a besoin. Elle les donne à l'adolescent courtois mais il les fait tomber. Alors que celle ci hésite à lui en donner d'autre, Peter fait volontairement tomber son téléphone portable dans l'evier empli d'eau en pretextant a une maladresse de sa part. Finalement Ann accepte de lui donne quatre autres œufs en lui disant de sortir de chez elle. Peter s'exécute et s'en va. Quelques minutes plus tard, elle entend son chien aboyer à l'extérieur et rencontre les deux garçons ensemble au seuil de sa maison. Tous les deux polis et amicaux, Paul est notamment fasciné par un club de golf appartenant à son mari. Paul demande à Ann s'il peut l'essayer dehors, ce qu'elle accepte. Sur leur bateau, George et son fils entendent leur chien aboyer hystériquement mais, soudainement, il se tait.
De retour, satisfait du club de golf, Paul et son complice Peter demandent à Ann de leur donner des œufs. Furieuse, elle demande à son mari, qui est rentré avec leur garçon, de leur remettre les œufs et de les mettre dehors. Quand George leur ordonne de sortir, Peter lui brise la jambe avec le club de golf. Les deux jeunes hommes prennent en otage la famille.
Quand Paul leur propose d'appeler la police, Ann dit à son mari que Peter a jeté le téléphone dans l'évier lorsqu'il est venu auparavant. Paul propose ensuite un jeu de piste à Ann qui lui permettra de retrouver leur chien mort, tué avec le club de golf de George. Quand des voisins leur rendent visite, Ann leur présente Paul et le fait passer pour un ami. Elle tente de les alarmer sur leur situation, en vain.
Dans leur salon, la famille est forcée de participer à une série de jeux pervers dont le but est de rester vivant tout au long de la nuit. Paul propose à George et Ann de parier qu'ils seront vivants le lendemain à 9 heures du matin alors que lui et Peter pensent plutôt qu'ils seront morts avant. Les deux hommes restent toujours aussi élégants et galants avec leurs futures victimes. Pourtant, devant eux, Paul ne cesse d'humilier Peter en se moquant de son poids et son manque d'intelligence. Pour expliquer leur motivation, il explique que lui et son complice torturent et tuent des familles riches pour se payer de la drogue, tous les deux étant des junkies en manque. Pourtant, Paul ne cesse de leur raconter de fausses histoires pour ensuite les démentir, brouillant dès lors toute explication plausible sur leurs origines et leurs desseins.
Paul s'en prend tout d'abord à leur fils Georgie en lui mettant une taie d'oreiller sur la tête. Si Ann ne se déshabille pas devant lui et Peter, son fils suffoquera encore plus. Paul demande à George d'ordonner lui-même à sa femme d'enlever ses vêtements et de leur montrer sa poitrine. Incapable de se défendre à cause de sa jambe brisée, George le lui demande. Humiliée, Ann se soumet. Paul libère Georgie qui s'échappe au moment où ses deux parents tentent d'attaquer les deux assaillants. Il escalade la grille d'entrée fermée mais décide plutôt de chercher de l'aide dans la maison vide de ses voisins. Il découvre le cadavre de la fille de Fred, Jenny. Ses parents ont sans doute également été tués par les deux jeunes hommes.
Au même moment, Paul est parti à la recherche de Georgie après avoir ligoté les mains d'Ann derrière son dos et ses chevilles, et Peter est chargé de les surveiller. Ann lui demande pourquoi ils ne les tuent pas immédiatement et Peter lui répond qu'ils ne doivent pas oublier l'aspect divertissant de leurs jeux sadiques. Alors que Peter s'absente pour aller chercher des œufs pour les manger, George tente de libérer Ann mais Peter les surprend et frappe encore le mari. Ann supplie Peter de les libérer mais il refuse. Quant à Georgie, il est trouvé par Paul. Le petit garçon le menace avec un fusil de chasse mais il ne comporte aucune balle. Paul le ramène dans le salon de ses parents tout en apportant l'arme à feu.
Paul et Peter trouvent un nouveau jeu pour éliminer un des trois Farber : à partir de l'âge donné à Ann, Peter comptera à rebours et fusillera la dernière personne qui restera. Georgie panique et tente de s'échapper. Peter ouvre le feu et le tue. Paul s'énerve car Peter n'a pas respecté les règles du jeu. Ils décident de quitter la maison.
George et Ann sont désormais seuls dans le salon. Ann, toujours ligotée, réussit à se déplacer vers son mari, effondré comme elle. Ann se libère avec un couteau et son mari lui demande d'aller chercher de l'aide à l'extérieur de leur demeure. Seul, George réussit à se déplacer douloureusement malgré sa jambe cassée et recouvre le cadavre de son petit garçon. Il tente désespérément d'appeler à l'aide avec le portable toujours défectueux. Il entend du bruit et croit que c'est Ann. Peter et Paul sont de retour et ont ramené son épouse, capturée dans la rue alors qu'elle cherchait de l'aide. Après avoir poignardé George, ils forcent Ann à choisir comment mourra George : lentement et longuement avec un couteau ou rapidement avec le fusil. Elle a ce choix seulement si elle réussit à réciter correctement une prière à l'envers.
Ann se saisit du fusil posé devant la table devant elle et tue Peter. Abasourdi, Paul lui retire l'arme à feu et il cherche la télécommande pour sauver Peter. Il rembobine la scène jusqu'au moment où Ann s'empare du fusil de chasse et s'apprête à tirer. Elle n'a plus le temps de le saisir, Paul réagit plus rapidement et l'empêche de s'armer. Peter est donc toujours vivant. Paul lui déclare qu'elle ne devait pas briser les règles de son jeu. Paul abat George.
Au petit matin, Peter et Paul emmènent Ann, ligotée et bâillonnée, sur le voilier familial. Sachant qu'elle va mourir, Ann essaye de se libérer avec un couteau oublié par George la veille. En vain. Paul s'en aperçoit et installe la femme entre lui et son ami. Aux alentours de 8 heures, il la précipite dans le lac. Ils gagnent leur pari. Paul accoste à l'embarcadère qui mène vers une nouvelle villa, celle des voisins qui ont rendu visite aux Farber le jour précédent. Paul toque à la baie vitrée et la femme le reconnaît comme l'ami d'Ann. Il lui demande gentiment si elle peut le dépanner de quelques œufs, ce qu'elle accepte...

## Fiche technique
- Titre : Funny Games
- Réalisation : Michael Haneke
- Scénario : Michael Haneke
- Production : Rene Bastian, Christian Baute, Adam Brightman, Chris Coen, Hamish McAlpine, Linda Moran, Hengameh Panahi, Jonathan Schwartz, Andro Steinborn, Douglas C. Steiner et Naomi Watts
- Sociétés de production : Celluloid Dreams, Dreamachine et Tartan Films
- Distribution : Warner Bros.
- Budget : 15 000 000 dollars US[1]
- Musique : Bonehead de Naked City, sur l'album Grand Guignol
- Photographie : Darius Khondji
- Montage :  Monika Willi
- Décors : Kevin Thompson
- Costumes : David C. Robinson
- Pays de production :  Royaume-Uni,  États-Unis,  France
- Langue : anglais
- Format : couleurs - 1,85:1 - Dolby Digital - 35 mm
- Genre : Thriller, drame
- Durée : 111 minutes
- Date de sortie :
  - États-Unis : 26 octobre 2007
- Film interdit aux moins de 16 ans lors de sa sortie en salles en France. Le film a été déconseillé aux moins de 18 ans en Espagne.

## Distribution
- Naomi Watts (VF : Anneliese Fromont) : Ann
- Tim Roth (VF : Thibault de Montalembert) : George
- Michael Pitt (VF : Jean-Christophe Dollé) : Paul
- Brady Corbet (VF : Harold Girard) : Peter
- Devon Gearhart : Georgie
- Boyd Gaines : Fred
- Siobhan Fallon Hogan : Betsy
- Robert LuPone : Robert
- Susanne Haneke : la belle-sœur de Betsy
- Linda Moran : Eva

Source et légende : version française (VF) sur le site d’AlterEgo (la société de doublage)

## Autour du film
- Tim Roth a déclaré que le tournage fut très difficile pour lui et qu'il se refuse à regarder le film, trouvant que Devon Gearhart, qui joue son fils, ressemble beaucoup à son propre fils.